# Брлог (Кршко)
Брлог (словен. Brlog) — поселення в общині Кршко, Споднєпосавський регіон, Словенія. Висота над рівнем моря: 367,1 м.